# 浄桂院
浄桂院（じょうけいいん）は、東京都目黒区にある浄土宗の寺院。

## 概要
慶長年間（1596年～1615年）、実蓮社真誉によって開山された。現在の東京都港区にある天徳寺の支院として創建された。
1923年（大正12年）の関東大震災で、建物や寺宝等を全て失ってしまった。ついに天徳寺と一緒の再建を断念し、1929年（昭和4年）に現在地に移転・再建した。
同宗派寺院の祐天寺から土地を譲ってもらったため、あたかも祐天寺の境内の一角を占める支院のような形になっているが、祐天寺との間に本末関係はない（浄桂院：知恩院末、祐天寺：増上寺末）。

## 交通アクセス
- 祐天寺駅より徒歩8分。